# Gruta da Pratinha
A Gruta da Pratinha é uma caverna localizada na cidade brasileira de Iraquara, na Chapada Diamantina, região central do estado da Bahia,  e que se constitui uma das atrações turísticas da região.

## Rio da Pratinha
A gruta é a nascente do rio da Pratinha que, em sua embocadura, forma um pequeno lago de águas transparentes.  É um tributário do rio Santo Antõnio, parte da bacia do rio Paraguaçu, e ocorre próximo à confluência deste rio com o riacho do Gado. Possui 71 quilômetros de extensão.

## Características geológicas
A caverna da Pratinha se forma no contexto geológico da região de Iraquara, cidade que está situada em um planalto cárstico com altitudes entre 600 e 800, cercada por serras cujas altitudes vão de 800 a 1 200 metros, com meta-arenitos típicos da chamada Formação Tombador do Grupo Chapada Diamantina, com exemplares próximos dali representados pelo Morro do Camelo ou o Morro do Pai Inácio, propiciando o surgimento de grande número de ressurgências, das quais a Pratinha é exemplo.
Na parte interna da gruta o fundo parece ser de areia branca mas, na realidade, são restos de pequenas conchas cuja origem é incerta. Forma um conjunto, pela proximidade, com a Gruta Azul

## Turismo e impacto cultural
Junto a outras grutas como a Lapa Doce (da qual dista apenas sete quilômetros), Gruta da Torrinha ou Buraco do Cão, fazem parte do roteiro de espeleoturismo da Chapada, especialmente de Iraquara, que se autodefine como "a cidade das cavernas".
Ali é permitido aos turistas a prática de esportes radicais, como tirolesa e boiar na superfície com uso de snorkel e pé-de-pato.
O lugar serviu de locação para telenovelas da rede Globo, como Agora É que São Elas, A Favorita e Pedra sobre Pedra. A mesma emissora realizou ali duas reportagens no programa Globo Repórter.